# Гилфорд, Джой Пол
Джой Пол Ги́лфорд (англ. Joy Paul Guilford; 7 марта 1897, Маркетт, Небраска — 26 ноября 1987, Лос-Анджелес, США) — американский психолог, профессор многих американских университетов. Широко известен как создатель модели структуры интеллекта. Гилфорд занимался исследованиями интеллекта в части памяти, мышления, внимания (концентрации внимания), творчества и темперамента. Развивая идеи Л. Л. Тёрстоуна, Гилфорд отвергал взгляды на интеллект Ч. Спирмена. В 1950 году занимал пост президента Американской психологической ассоциации.
Член Национальной академии наук США (1954).

## Научные публикации
- «Creativity» (журнал «American Psychologist», выпуск 5, стр. 444—454, 1950 год)
- «The Nature of Human Intelligence» (1967)
- «The Analysis of Intelligence» (совместно с Р. Хопфнером, 1971)